# Seorsus taxifolius
Seorsus taxifolius är en myrtenväxtart som först beskrevs av Elmer Drew Merrill, och fick sitt nu gällande namn av Barbara Lynette Rye och Malcolm Eric Trudgen. Seorsus taxifolius ingår i släktet Seorsus och familjen myrtenväxter. Inga underarter finns listade i Catalogue of Life.